# Ibis (Schiff)
Die HMS Ibis (Kennung: U99) war eine Sloop der britischen Marine, welche im Zweiten Weltkrieg zum Einsatz gelangte. Das Schiff gehörte der Black-Swan-Klasse an und war im Sommer 1939 als vierte Einheit dieses Typs bewilligt worden. Die Ibis wurde am 21. September 1939 auf der Werft der Furness Shipbuilding Company im englischen Haverton Hill (nahe Stockton-on-Tees) auf Kiel gelegt und lief am 28. November 1940 von Stapel. Die Indienstnahme erfolgte am 30. August 1941. Erster (und zugleich letzter) Kommandant des Schiffes war Lieutenant Commander Henry M. Darell-Brown.

## Technische Aspekte
Die Sloop war maximal 91,36 m lang und 11,45 m breit. Der Tiefgang lag voll ausgerüstet bei 3,56 m. Zwei Admiralty-Kessel vom 3-Trommel-Typ und zwei Parsons-Turbinen, die auf zwei Propeller wirkten, ermöglichtem dem Schiff eine Höchstfahrt von etwa 19,75 kn (bei einer maximalen Antriebsleistung von 4.300 WPS). Entsprechend des Einsatzspektrums dieser Klasse, Geleitzugsicherung mit dem Schwerpunkt auf Flugabwehr- und U-Jagdfähigkeiten, verfügte das Schiff über eine vergleichsweise starke Flugabwehrbewaffnung von sechs 10,2-cm-Geschützen in drei Doppelturmschilden und vier 4-cm-Flak in einer Vierlingslafette. Hinzu kamen zwei leichtere 2-cm-Oerlikon-Kanonen in Einzelaufstellung. Zur Bekämpfung von U-Booten befanden sich ein Sonar des Typs 127 und 40 (oder 64?) Wasserbomben an Bord, die über vier Werfer oder zwei Abrollgestelle am Heck geworfen werden konnten. Infolge des relativ frühen Kriegsverlustes erfolgten bei der Ibis sehr wahrscheinlich keine Modifikationen, gleichwohl soll im Verlauf des Jahres 1942 ein Radargerät des Typs 285 (zur Feuerleitung der 10,2-cm-Geschütze) eingebaut worden sein.

## Einsatzzeit
Die Ibis wurde nach ihrer Indienststellung und dem Abschluss der Probefahrten zunächst der in Londonderry (Nordirland) stationierten 41. Geleitsicherungsgruppe (41st Escort Group) zugeteilt, diese Gruppe bestand insgesamt aus einem Zerstörer und fünf Sloops, und sicherte ab Oktober 1941 alliierte Geleitzüge auf der Route zwischen dem Vereinigten Königreich (zumeist via Liverpool) und Freetown in Westafrika (sogenannte SL-Konvois). Diese Sicherungsfahrten wurden bis Sommer 1942 fortgesetzt, wobei unter anderem die Konvois SL-94, SL-99, SL-104, SL-110 und der 32-Schiffe-Geleitzug SL-116 eskortiert wurden. Zu Gefechtsberührungen der Ibis mit deutschen U-Booten kam es dabei allerdings nicht. Im August 1942 nach dem Vereinigten Königreich zurückbeordert, wurde die Ibis einer vier Wochen dauernden Überholung in Tilbury unterzogen. Nachfolgend wurde die Sloop in die anlaufenden Vorbereitungen für die britisch-amerikanische Landung in Französisch-Nordafrika eingebunden und sicherte im Oktober 1942 den Konvoi KX-1 nach Gibraltar.

## Untergang
Am 8. November 1942 verließ die Ibis, als Teil der Sicherung des Angriffs-Konvois KMF-1, der die Anlandung alliierter Kräfte bei Algier zum Ziel hatte, den Hafen von Gibraltar. Während des Anmarsches geriet dieser Geleitzug am 10. November, etwa zehn Seemeilen nördlich von Algier, in starke Luftangriffe der Achsenmächte. Hierbei gelang es kurz vor 10:00 Uhr einem italienischen Torpedobomber vom Typ Savoia-Marchetti SM.79, vermutlich eine Maschine der Staffel 280 der auf Sardinien stationierten 130. Torpedoflieger-Gruppe (130º Gruppo Autonomo Aerosiluranti), einen Torpedotreffer auf der Ibis zu erzielen. Die Sloop kenterte und sank nach diesem Treffer innerhalb weniger Minuten. Das Schiff war um 10:02 Uhr von der Wasseroberfläche verschwunden. 108 (oder 106?) Besatzungsmitglieder, darunter auch der Kommandant, Lieutenant Commander Darell-Brown, gingen mit dem Schiff unter. Insgesamt 110 Überlebende konnten von anderen Schiffen des Verbandes, größtenteils vom Flugabwehrkreuzer Scylla, gerettet werden. Der Untergangsort liegt etwa bei 36° 55′ N, 3° 5′ O.